# مايكل كافانو (ممثل)
مايكل كافانو (بالإنجليزية: Michael Cavanaugh)‏ مواليد 21 نوفمبر 1942، هو ممثل أمريكي. ظهر في أكثر من 100 فيلم منذ سنة 1976.

## الأعمال
- المنفذ
- أبطال
- اني ويتش واي يو كان
- النسر الحديدي
- الأضرار الجانبية
- التنين الأحمر
- حفر
- هانتر
- ستار تريك: الجيل التالي
- الملفات الغامضة

## روابط خارجية
- مايكل كافانو على موقع IMDb (الإنجليزية)
- مايكل كافانو على موقع أول موفي (الإنجليزية)
- مايكل كافانو على موقع قاعدة بيانات الأفلام السويدية (السويدية)
- مايكل كافانو على موقع قاعدة بيانات الفيلم (الإنجليزية)